# 体波震级
（记作{\displaystyle m_{b}}），，是一種測量地震震級的方式。

## 概要
體波震級是使用P波的振幅以計算地震的震級。P波是一種以5到8 km/s在整個地球中傳遞的地震波，並且在地震時會最早到達地震儀。因此，計算體波的強度是確定遠距離地震震級最快的方式。
賓諾·古登堡於1945年提出以體波週期在0.5到12秒之間的體波震級計算公式：
{\displaystyle m_{\mathrm {B} }=\log _{10}\left({A \over T}\right)_{\max }+Q\left(\Delta ,h\right)}
在這裡{\displaystyle A}是地表運動的幅度（單位微米），{\displaystyle T}是體波週期（單位秒），{\displaystyle Q\left(\Delta ,h\right)}是距離函數的修正係數，{\displaystyle \Delta }是震央和地震測站夾角（單位角度），{\displaystyle h}是震源深度（單位公里）。
一般說來，體波震級是使用週期約1秒的P波，與周期4秒左右的S波以測定遠震(震央在 700 公里以外)的規模。類似於里氏地震規模，體波震級與地震的物理性質沒有直接的物理關連，並且在規模大於{\displaystyle m_{b}}6.2即會發生飽和，因此不適合使用於大型地震的規模測量。